# 25511 Аннліпінскі
25511 Аннліпінскі (25511 Annlipinsky) — астероїд головного поясу, відкритий 7 грудня 1999 року.
Тіссеранів параметр щодо Юпітера — 3,580.